# 悠悠哉哉少女日和
《悠悠哉哉少女日和》（日語：のんのんびより）是一部由atto創作的日本漫畫作品，於Media Factory旗下雜誌《月刊Comic Alive》的2009年11月號開始連載，2021年4月號完結，單行本全16冊。本篇完結之後，番外篇《悠悠哉哉少女日和 Remember》於2021年7月號至2022年3月號間連載。本作的內容以作者先前的單篇作品為基礎，描寫某個鄉下地方學校「旭丘分校」的女學生們的日常喜劇。作者過去作品的登場角色亦有於本作登場。
本作的電視動畫由SILVER LINK.製作，第1期於2013年10月在東京電視台首度播出，第2期於2015年7月播出，第3期於2021年1月播出。劇場版《劇場版 悠悠哉哉少女日和 Vacation》於2018年8月25日上映。另有三部OAD收錄在單行本的特裝版中。
截止至2018年11月，本作的單行本發行量已超過175萬冊。電視動畫獲得相當高的人氣，連帶提高了單行本的銷量。評論家主要稱讚動畫的輕鬆節奏、精緻背景和配樂，但對於內容的評價則褒貶不一。作品中獨特的問候語「喵安（常用音译为『喵帕斯』）」也廣為流傳。

## 劇情概要
作品舞台是一個掛著「注意牛隻穿越」的看板，公車不等上5個小時不會來的鄉下。主角一条螢因父親工作調職的關係從東京遷居此地，進入「旭丘分校」就讀，故事即描寫螢與越谷姐妹及宮內姐妹度過的日常生活。

## 登場角色
宮內蓮華（聲：小岩井小鳥）
旭丘分校小學1年級生 ，生日12月3日，銀髮。名字和紫雲英相同（日語同音），暱稱為「小蓮 」。臉上表情變化較少為特點，有著獨特的感性與奇特的思路，其言行常常讓周圍的人無法理解，小腦袋有著未知的驚人潛力。擅長畫畫。
有著「喵安（常用音译为「喵帕斯」）」這句獨特的問候語，講話時會在語尾加上。飼養一隻名為「配菜」（具）的狸貓。
一条螢（聲：村川梨衣）
旭丘分校小學5年級生，生日5月28日。暱稱為「螢螢 」或「小螢」。因父母親工作的緣故而從東京搬家。身體成長較早熟，使得外表給人的感覺不像小學生，多次被誤認為或稱讚為大人。
雖然總是展現出較成熟的氣質，但某次與蓮華被關在兔子小屋時曾經哭泣並大聲求救，露出孩子氣的一面，而其實平常也很會對家人撒嬌。
喜歡學姐小鞠，甚至到了戀愛的程度。擅於裁縫，房間內擺著大量手工小鞠布偶。會下廚。飼養一隻柯基「佩琪」。
越谷夏海（聲：佐倉綾音）
旭丘分校中學1年級生，生日1月24日。小鞠的妹妹，暱稱為「夏夏」。個性和行為相當男孩子氣，不注重打扮和儀態，頭髮也不梳好。
性格開朗的熱鬧氣氛製造者。喜歡捉弄別人，尤以小鞠居多。小時候就經常惡作劇，連母親也都覺得傷腦筋，雖然不擅長學習，卻在某些方面有著淵博的知識。
年幼時曾有「我要成為哥哥的新娘」這類戀兄情結發言。
越谷小鞠（聲：阿澄佳奈）
旭丘分校中學2年級生，生日9月14日。夏海的姐姐。外貌嬌小晚熟，或許發育較遲，很介意自己不到140cm的身高，暱稱為「小小鞠 」（由來並非名字的暱稱而是身高）。某次和大家出遊時曾被當成迷路兒童帶到服務中心。
對成為大人有著憧憬，因此總是裝成大人的模樣，實際上有著害怕恐怖東西的弱小一面，不過危急時刻仍會露出可靠的一面。
有個很喜歡的熊布偶「小吉」。不擅長下廚。
宮內一穗（聲：名塚佳織）
旭丘分校教師，24歲。蓮華的姐姐，暱稱為「一穗姊」。由於旭丘分校學生總數只有5人，且學生學年不同，上課時基本上是自習，並會在講桌睡覺。
家中有著農田，曾指導螢她們插秧的方法。有時會表現出沒有責任感或不可靠的一面。
越谷卓（聲：不明）
旭丘分校中學3年級生，生日4月11日。夏海、小鞠的哥哥。全校唯一的男學生，戴著眼鏡，幾乎不說話（頂多表示肯定的「嗯」一聲），而且存在感低。有著御宅族的氣息，能用黏土做出精巧的人偶模型。能力深不可測，且幾乎所有家事都會。
每一集單行本的封底摺頁都會有對他的特別介紹。
越谷雪子（聲：平松晶子）
卓、夏海、小鞠的母親。一穗稱她為「雪子姊」。會邀請蓮華和螢來家裡吃早餐，是位溫柔的母親，但也有責罵夏海不理想成績的嚴格一面。
宮內日影（聲：福圓美里）
高中1年級生。蓮華的姐姐，一穗的妹妹。在東京唸書。主角們對她的暱稱為「日影姊 」。為人現實且愛面子，喜歡炫耀在東京的見聞，比如坐新幹線。
也有在作者的另一部作品《小惡魔蛋白甜餅》中登場。
加賀山楓（聲：佐藤利奈）
旭丘分校的畢業生，20歲 。經營點心店，人稱「點心店老闆」。稱呼一穗為學姊。
經營的點心店除了賣吃的、玩的以外，也販售和租賃各種日常用品、被子，提供代購物品服務，並包辦滑雪的租賃工作，不過生意相當清淡。
因為在中學生時曾照顧過蓮華，雖然自稱對小孩子沒轍，但私底下對蓮華會展現出溫柔的態度有著類似姐姐或母親般的感情，相當關心她。
富士宮木乃美（聲：新谷良子）
旭丘分校的畢業生，就讀當地高中的3年級生，管樂社成員。住在越谷家隔壁，常常到越谷家玩。個性坦率直接，有戲弄人的喜好。
石川穗乃香（聲：高垣彩陽）
小學1年級生。暑假跟著父親回老家時遇到蓮華，而與蓮華成為朋友，因為父親工作原因，提早離開而沒有機會到別，蓮華因此鬧彆扭一段時間，之後寄信相約明年再一起玩。蓮華對她的暱稱為「小穗」。在動畫第3季第10話於過年的時候再次回到鄉下，離開時蓮華送給她一袋粗點心，她以一對小貓髮飾的其中一個回贈。
新里葵（聲：下地紫野）
劇場版原創角色，中學一年級，民宿「宿家·新里」（やど家 にいざと）經營者的女兒，負責招待前往住宿的主角一行人。性格比起同齡的夏海來得成熟。喜愛打羽毛球，被夏海撞見練習的樣子，才開始有了交集，後來成為了好朋友。
篠田茜（聲：田中愛美）
木乃美在管樂社的學妹，個性怕生而無法在眾人面前演奏，因為想克服這點而被木乃美邀請至家中練習，並認識了螢等人。
栞（聲：久野美咲）
派出所警察的女兒，年紀比蓮華小，將蓮華當成姊姊一般仰慕，並且能夠對蓮華獨特的想法產生共鳴。

## 創作

### 初期設定
本作是作者atto以單篇作品為基礎再編成，至於主題「少女日常生活的快樂」則受到作者的前一部新人賞投稿作品《橘家三姊妹》（橘さん家の三姉妹）相當大的影響。繪製於作者在《月刊Comic Alive》連載出道作《小惡魔蛋白甜餅》的同時，並於2008年5月號和另一單篇《夢中的夢》（ユメのユメ）一起發表。《小惡魔蛋白甜餅》連載之後，雜誌編輯將《橘家三姊妹》登在雜誌的年度新人賞單元上，獲得讀者好評。《悠悠哉哉少女日和》就是以《橘家三姊妹》和這兩部作品為基底創作而成。編輯表示，之前都讓作者畫四格漫畫，但在看過後發現作者在背景上下了很大的苦工，於是為了讓他能在背景上發揮，這次就以短篇的形式創作。
和相比，作品的設定大致上沒有變動，像是蓮華這個角色在個性與外表上都和原版差不多，不過螢的外表就截然不同。另外有部份角色或形象在《小惡魔蛋白甜餅》中出現過。角色設定方面，編輯部只有要求重要角色要有四個人。蓮華在初期設定中原本是小學四年級生，不過因為這樣的年紀和個性不搭，顯得突兀，於是在畫第1話的原稿時緊急變更。蓮華的頭髮在黑白印刷的雜誌上看起來是白髮，所以作者表示稱之為銀髮也是可行的。最終的髮色是作者和責任編輯爭論金髮和銀髮哪個比較好的結果。作者在出單行本後認為，如果是要畫鄉下的文靜女孩，黑髮可能比較適合她。至於蓮華廣為流傳的獨特問候語「喵安」則完全是出於作者的構想。
夏海和小鞠的設定自始而終沒有太大變化。作者表示夏海的名字由來是因為她的髮型很像椰子樹，就取了和椰子（ココナッツ）音近的「夏」（なつ）海。在蓮華是四年級生的早期草案中，有小鞠和蓮華比較身高的設定。
最一開始的構想中沒有一条螢這個角色，她現在的外表和個性原本是用在蓮華身上，但作者認為這樣子不協調感太重，於是分拆成螢和蓮華兩個角色。編輯認為作品需要一個擔當讀者視角的普通人角色，因此將螢的設定改為從都市搬來鄉下。編輯也建議作者賦予螢百合的元素。至於夏海和小鞠的哥哥卓，作者一開始並沒有給他名字。

### 背景
背景設定上，本作的舞台在鄉下，所以自然景觀隨處可見，不過作者並沒有將舞台定位成任何村落，而是以自己的家和爺爺奶奶的記憶拼湊建構而成，此外也雜揉了曾旅行過的地點。對於鄉村背景，作者只在必要的部分做考究，其餘部分就照著自己心目中的意象下去畫。作者在後記中表示，從有關牛的標語牌和學校校名來看，本作的舞台可能是在北海道，但也有可能在其他地區，總之至少是在日本。
本作的四季時有輪替，大致上是按照春夏秋冬的順序輪轉，至於分配上有出現其中幾集單行本的內容整本都是同個季節的情況。作者在後記中稱，因為「說到鄉下就一定要提夏天」，所以單行本第2冊整本都是夏天的故事。第6冊和第7冊也都是夏季，作者為了不讓場景重複而將第7冊的內容安排為沖繩出遊篇，他也曾在單行本第3冊提到他去了一趟當地。至於秋天，作者在單行本第7冊的後記中表示難畫的地方在於活動比較少。下雨的場景一直到第57話才首次出現，作者對此表示這可能是因為雨天沒辦法畫出門活動的內容，就自然而然地避開了。
作者在連載本作前沒有畫過有季節感的背景，因此常常在錯誤中不斷嘗試各種情況。單行本第3冊出版時，作者正在畫冬天的背景，他在後記中表示這讓他用盡了全力，眼睛都快凸出來了。另外根據編輯的說法，每當畫背景要用到很多技法時，就會害得作者得腱鞘炎。

## 連載狀況
本作刊載於Media Factory發行的《月刊Comic Alive》，於2009年11月號（2009年9月27日發行）開始連載，同期新連載包含《緋彈的亞莉亞》漫畫版、《命運石之門》漫畫版和《零啾使魔 幼稚園》。單行本第1冊在2010年3月23日出版，雖然作者曾連載過《小惡魔蛋白甜餅》，不過本作才是作者第一部出單行本的作品。連載狀況方面，因為是在月刊上連載，作者每個月要交一話的稿子。單行本第4冊出版時，一話的篇幅原本大約是16頁左右，作者在後記中表示這段期間沒有太在意篇幅，也有畫到20頁到22頁的話數。作者自稱作畫速度很慢，也沒有僱用助手，所以一話22頁幾乎就是極限了。在單行本第5冊的後記中，作者提到他每次要處理單行本的工作時就會暫停一回連載。
在單行本第10冊的後記中作者提到，連載初期責任編輯曾告訴他先以出版10集為目標，他認為不太可能，不過如今已然實現。在2019年1月26日發行的《月刊Comic Alive》2019年3月號，本作連載正式滿100話，雜誌收集了動畫班底的祝賀詞，並準備了本作歷話以來的回顧內容。
本作的角色不時會出現在《月刊Comic Alive》的封面上，雜誌也經常準備本作的周邊作為贈品。至2020年，本作已經連續7年在雜誌創刊週年紀念號（每年的8月號）的封面上亮相。
2020年12月25日，编辑部宣布本作将于2021年4月号（2021年2月27日發售）完结。該期雜誌以本作的四位主人翁做為封面主角，上方寫著大大的「堂堂完結」（堂々完結）四字，為持續11年的連載畫下句點。單行本全部16冊，最後一冊於2021年3月23日發售。
單行本第16冊包含將推出番外篇《悠悠哉哉少女日和 Remember》的消息。《悠悠哉哉少女日和 Remember》屬於短期連載，於《月刊Comic Alive》2021年7月號（2021年5月27日發售）上開始連載，第1話是加賀山楓國三時的過去篇。

## 出版書籍
| 卷數 | KADOKAWA       | KADOKAWA                                                        | 尖端出版       | 尖端出版               | 收錄話數         | 附錄內容                                              |
| 卷數 | 發售日期       | ISBN                                                            | 發售日期       | EAN/ISBN               | 收錄話數         | 附錄內容                                              |
| ---- | -------------- | --------------------------------------------------------------- | -------------- | ---------------------- | ---------------- | ----------------------------------------------------- |
| 1    | 2010年3月23日  | ISBN 978-4-0406-6521-4                                          | 2013年11月21日 | EAN 471-7702-25800-9   | 第1話－第9話     | 夢中的夢                                              |
| 2    | 2010年12月22日 | ISBN 978-4-0406-6522-1                                          | 2014年1月29日  | EAN 471-7702-25952-5   | 第10話－第17話   | 悠悠哉哉少女日和〈外傳〉 小惡魔蛋白甜餅〈外傳〉       |
| 3    | 2011年10月22日 | ISBN 978-4-0406-6523-8                                          | 2014年5月6日   | EAN 471-7702-26063-7   | 第18話－第25話   | 悠悠哉哉少女日和〈番外篇〉                            |
| 4    | 2012年7月23日  | ISBN 978-4-0406-6524-5                                          | 2014年8月13日  | EAN 471-7702-26176-4   | 第26話－第33話   |                                                       |
| 5    | 2013年2月23日  | ISBN 978-4-0406-6525-2                                          | 2014年11月5日  | EAN 471-7702-26379-9   | 第34話－第40話   | 『悠悠哉哉少女日和』初期設定集                        |
| 6    | 2013年9月21日  | ISBN 978-4-0406-6526-9                                          | 2015年2月17日  | EAN 471-7702-26380-5   | 第41話－第47話   | 錄音現場報告漫畫                            |
| 7    | 2014年7月23日  | ISBN 978-4-0406-6813-0 ISBN 978-4-0406-6272-5（附OAD特装版）    | 2015年5月19日  | EAN 471-7702-26660-8   | 第48話－第55話   |                                                       |
| 8    | 2015年3月23日  | ISBN 978-4-0406-7282-3 ISBN 978-4-0406-7239-7（特裝版）         | 2015年11月18日 | ISBN 978-957-10-6268-6 | 第56話－第62話   | 角色們的特別對談                                      |
| 9    | 2015年12月22日 | ISBN 978-4-0406-7860-3 ISBN 978-4-0406-7836-8（附小冊子特裝版） | 2016年7月15日  | ISBN 978-957-10-6796-4 | 第63話－第69話   | 『悠悠哉哉少女日和 Repeat』錄音報導漫畫（著：HIJIKI） |
| 10   | 2016年9月23日  | ISBN 978-4-04-068542-7 ISBN 978-4-04-068251-8（附OAD特装版）    | 2018年2月13日  | ISBN 978-957-10-7988-2 | 第70話－第76話   |                                                       |
| 11   | 2017年5月23日  | ISBN 978-4-04-069252-4                                          | 2018年2月13日  | ISBN 978-957-10-7989-9 | 第77話－第83話   |                                                       |
| 12   | 2018年2月23日  | ISBN 978-4-04-069686-7                                          |                |                        | 第84話－第91話   |                                                       |
| 13   | 2018年11月21日 | ISBN 978-4-0406-5180-4                                          |                |                        | 第92話－第98話   |                                                       |
| 14   | 2019年8月23日  | ISBN 978-4-04-064016-7                                          |                |                        | 第99話－第106話  |                                                       |
| 15   | 2020年5月23日  | ISBN 978-4-04-064634-3                                          |                |                        | 第107話－第114話 |                                                       |
| 16   | 2021年3月23日  | ISBN 978-4-04-680308-5                                          |                |                        | 第115話－第120話 |                                                       |

悠悠哉哉少女日和 Remember
| 卷數 | KADOKAWA      | KADOKAWA                                             | 收錄內容 |
| 卷數 | 發售日期      | ISBN                                                 | 收錄內容 |
| ---- | ------------- | ---------------------------------------------------- | -------- |
| 全   | 2022年3月23日 | ISBN 9784046811615 ISBN 9784046811608（附OAD特装版） |          |

公式導讀手冊
| 卷數 | KADOKAWA      | KADOKAWA               | 收錄內容                               |
| 卷數 | 發售日期      | ISBN                   | 收錄內容                               |
| ---- | ------------- | ---------------------- | -------------------------------------- |
| 8.5  | 2015年7月23日 | ISBN 978-4-0406-7554-1 | 角色資料、聲優座談、作者訪談、彩頁插圖 |

公式漫畫選集
| 標題                               | KADOKAWA       | KADOKAWA               | 封面插畫家 |
| 標題                               | 發售日期       | ISBN                   | 封面插畫家 |
| ---------------------------------- | -------------- | ---------------------- | ---------- |
| 悠悠哉哉少女日和 公式漫畫選集      | 2014年1月23日  | ISBN 978-4-0406-6250-3 | 原悠衣     |
| 悠悠哉哉少女日和 公式漫畫選集 秋！ | 2014年9月23日  | ISBN 978-4-0406-6852-9 | Koi        |
| 悠悠哉哉少女日和 公式漫畫選集 冬！ | 2014年12月22日 | ISBN 978-4-0406-7223-6 | 白身魚     |
| 悠悠哉哉少女日和 公式漫畫選集 春！ | 2015年3月23日  | ISBN 978-4-0406-7283-0 | Tiv        |
| 悠悠哉哉少女日和 四格漫畫選集      | 2015年7月23日  | ISBN 978-4-0406-7555-8 |            |

動畫公式集
| 標題                                          | 一迅社        | 一迅社              | 收錄內容                                                         |
| 標題                                          | 發售日期      | ISBN                | 收錄內容                                                         |
| --------------------------------------------- | ------------- | ------------------- | ---------------------------------------------------------------- |
| 悠悠哉哉少女日和動畫公式集 ～旭丘分校的通知～ | 2014年3月27日 | ISBN 978-4758013642 | 主視覺圖、插圖集、美術圖、人物介紹、劇情介紹、導演評論、劇組採訪 |

## 電視動畫
電視動畫第1期《悠悠哉哉少女日和》於2013年10月7日在東京電視台首度播出。第2期《悠悠哉哉少女日和 Repeat》（のんのんびより りぴーと）於2015年7月6日首度播出。劇場版《悠悠哉哉少女日和 Vacation》（劇場版 のんのんびより ばけーしょん）於2018年8月25日上映。第3期《悠悠哉哉少女日和 Nonstop》（のんのんびより のんすとっぷ）於2021年1月10日首播。另有三部OAD收錄在單行本第7冊和第10冊以及番外篇《悠悠哉哉少女日和 Remember》的特裝版中發行。以上的動畫製作皆由SILVER LINK.負責。

### 製作團隊
|            | 第1期                      | 第2期                      | 劇場版               | 第3期                             |
| ---------- | -------------------------- | -------------------------- | -------------------- | --------------------------------- |
| 原作       | atto                       | atto                       | atto                 | atto                              |
| 監督       | 川面真也                   | 川面真也                   | 川面真也             | 川面真也                          |
| 系列構成   | 吉田玲子                   | 吉田玲子                   | 吉田玲子             | 吉田玲子                          |
| 腳本       | 吉田玲子 志茂文彥 山田由香 | 吉田玲子 志茂文彥 山田由香 | 吉田玲子             | 吉田玲子 志茂文彦 山田由香 上座梟 |
| 人物設定   | 大塚舞                     | 大塚舞                     | 大塚舞               | 大塚舞                            |
| 總作畫監督 | 大塚舞 井本由紀            | 大塚舞 井本由紀 古川英樹   | 大塚舞               | 大塚舞 古川英樹                   |
| 色彩設計   | 木幡美雪                   | 重冨英里                   | 重冨英里             | 重冨英里                          |
| 美術       | 草薙                       | 草薙                       | 草薙                 | 草薙                              |
| 美術監督   | 大泉杏奈                   | 日下部夏月                 | 赤坂杏奈             | 畠山佑貴                          |
| 攝影監督   | 佐藤敦                     | 佐藤敦                     | 佐藤敦               | 佐藤敦                            |
| 3D監督     | 濱村敏郎                   | 濱村敏郎                   | 濱村敏郎             | 濱村敏郎                          |
| 剪輯       | 坪根健太郎                 | 坪根健太郎                 | 坪根健太郎           | 坪根健太郎                        |
| 音響監督   | 龜山俊樹                   | 龜山俊樹                   | 龜山俊樹             | 龜山俊樹                          |
| 音樂       | 水谷廣實                   | 水谷廣實                   | 水谷廣實             | 水谷廣實                          |
| 音樂制作   | Lantis                     | Lantis                     | Lantis               | Lantis                            |
| 動畫制作   | SILVER LINK.               | SILVER LINK.               | SILVER LINK.         | SILVER LINK.                      |
| 製作       | 旭丘分校管理組合           | 旭丘分校管理組合二期       | 旭丘分校管理組合劇場 | 旭丘分校管理組合三期              |

### 製作方向
導演川面真也來自大阪的吹田市，吹田市屬於睡城，所以他基本上是以外人的眼光來看作品中的鄉村，視角就類似從都市搬到鄉下的螢。川面指出，「可愛的風景」在製作團隊中是一大關鍵詞。說到描述鄉下女孩日常的作品，大家經常想到《龍貓》，但川面想要的不是純和風或者有如照片般逼真的鄉下背景，也不是象徵性或粉彩作畫的光景，最後想出「讓大家覺得鄉下風光很可愛」的概念。
對於自然景觀，川面指出各地的自然景觀各不相同，他盡量不為作品指定一個「聖地」，大多數時候都是以一座不高的小山作為背景的參考對象，感覺上來說就是一座騎個腳踏車10分鐘就到得了、山丘一樣的山。川面稱這就是他追求的「可愛」意象。川面基本上是以真實的景物為藍本，再特別安排和組合「可愛」的元素，藉此拿捏寫實風格和幻想的平衡。他曾前往東京都、千葉縣、埼玉縣、和歌山县、新潟县等地進行取景。背景物件方面，川面想營造的是鄉村生活的氛圍，而非強調大自然的宏偉，所以電線桿或護欄之類的人造物件是一定要出現的，為了避免生硬感，他也避免將人造物件畫得太逼真。

### 初期內容
動畫版的故事基本上沿用原作的走向，不過整題而言情節有經過重新編排，例如第1話就是將原作內容增量而成。編劇吉田玲子會先提出基本概念，川面和她會一起討論和推敲，原作作者atto也會參與每次的討論。川面表示，吉田建議他在第1話描寫從東京搬來鄉下的螢的心情，並在最終話呈現她在情緒上的微妙變化。川面稱，這並不表示螢是唯一主角，只是他認為若加入螢的成長，整個故事就好像更進一步了。
第1話包含一段原創劇情，初來乍到的螢對於鄉村生活感到不知所措，不過透過吃樱花饼的事件，她有了向前進的轉變。基於atto的意見，動畫第1話大半是對鄉村生活的描寫，當中並不安插任何說明，原本出現在原作第1話的角色介紹被轉移到動畫第2話。也因此，第1話的節奏相當悠閒，前2分30秒都沒有台詞，只有畫面和配樂，且整話只有200個鏡頭，比平均值300至350個鏡頭來得低。川面冒險地採取這種作法，並使用使用「喵安」這句名台詞，希望重要的第1話能獲得觀眾認可並繼續追蹤下去。川面也稱，沒有台詞的開頭能成功得歸功於美術監督大泉和負責音樂的水谷廣實，將氣氛營造得相當好。
第2話是充滿笑料的一集，川面不想用第1話的節奏做完整套動畫，應該在必要時拉快步調，並要能調整自如。他也提到，第2話的分鏡有幸請來錦織博繪製。川面事先知會錦織，告訴他「第2話是走《笑園漫畫大王》的搞笑路線」。不過這也讓第1話的慢節奏不能延續下去。後來到了第4話，川面故技重施，整話只有250個鏡頭，並出現數段定格長鏡頭。川面表示他本來就想用第1話的慢節奏多做個幾集，而第4話正好是讓觀眾熟悉劇情和角色的好機會，於是他就這麼做了。不過讓角色搞笑的集數他也想做，所以第5話馬上又換成快節奏的泳裝篇。
雖然描寫的情節減量，不過動畫也新增了許多原創發展。除了第1話的部分，第4話也是如此。蓮華在穗乃香離開後重遊兩人一起去過的處所，景物依舊人事已非的畫面強調出蓮華的孤單，使故事更添抒情。川面表示，他在製作這段的時候並沒有刻意要讓故事更精彩或賺人熱淚，只是在畫角色的時候感覺到了角色的孤獨，於是花了很多時間用許多描述，因為覺得有必要讓觀眾能對蓮華的那份孤獨感同身受。川面也把蓮華哭的那段戲排得很長，細細描寫蓮華從剛得知分離的茫然到了解現狀的難過，最後潸然淚下的過程。
對於「喵安」這個台詞，川面表示，因為本作是一部沒有太大起伏的作品，所以他很珍惜「喵安」這句吸引人的台詞。不過「喵安」在動畫播出後獲得廣大迴響，川面對此頗感意外，因為只是蓮華出於一時的獨特感性創造出來的，並不是那麼有特色，在原著裡出現頻率也很低，他猜測爆紅的原因可能只是「很可愛」罷了。

### 宣傳
本作動畫化的消息於2013年2月23日宣布，同年3月30日公布宣傳影片（PV）和主視覺圖。6月27日公布四名主要聲優村川梨衣（一条螢）、小岩井小鳥（宮内蓮華）、佐倉綾音（越谷夏海）、阿澄佳奈（越谷小鞠），川面真也將擔任導演。7月28日在秋葉原UDX，本作的動畫化紀念舞台在Media Factory舉辦的「夏之学園祭2013」上進行，四名主要聲優登台演出。8月27日確定播出電視台，並公布片頭曲和片尾曲曲目，其中前者將由nano.RIPE負責。9月1日，第1話的先行上映會在3331 Arts Chiyoda舉行，聲優村川和佐倉上台進行Talk活動。
2014年4月6日宣布决定制作電視動畫第2期，同年4月26日發行的《月刊Comic Alive》2014年6月號慶祝之餘也附贈了一份本作的迷你日曆。12月27日發布第2期的主視覺圖，並公布標題為《悠悠哉哉少女日和 Repeat》。2015年3月20日，制作方公布首支PV，並於3月21日至22日在東京國際展示場內由KADOKAWA主辦的「AnimeJapan 2015」上放映。3月27日發布主視覺圖。5月8日公開片頭曲，繼續由nano.RIPE演唱。5月25日發布第2支PV。6月在東京電視台播出特別節目，由四名主要聲優主持。6月22日發布第3支PV。
2014年7月23日發售的單行本第7冊特裝版附有一部OAD，內容為沖繩度假篇的序章，劇情順序為動畫第1期第13話。2016年1月19日宣布，同年9月23日發行的單行本第10冊特裝版將收錄有第二部OAD，劇情順序為動畫第2期第13話。兩部OAD後來也一起收錄在動畫第1期和第2期的藍光BOX當中。
官方在2017年5月23日發售的單行本第11冊中宣布本作將推出新動畫。同年12月25日，宣布本作將製作劇場版，標題為《劇場版 悠悠哉哉少女日和 Vacation》，將於2018年夏季上映，並釋出了視覺圖。2018年3月24日發布第1支PV及確切上映日期，片頭曲繼續由nano.RIPE演唱。同年5月3日和6月27日再發布新的主視覺圖。6月28日發布第2支PV。劇場版內容延伸自原作與第7冊特裝版收錄的OAD，主角一行人因越谷卓在百貨賣場抽中沖繩四人遊大獎而前往沖繩進行四天三夜度假。其場景取自竹富島與該地真實民宿。劇場版特別節目在2018年7月至8月間陸續播出。劇場版的總票房為1億9000万日圓。
2019年5月11日，製作方在橫須賀藝術劇場舉辦的特別活動「喵安祭 Vacation！」 （にゃんぱす祭り ばけーしょんなのん！）上宣布將製作電視動畫第3期。2020年5月23日，發布第3期的主視覺圖和標題《悠悠哉哉少女日和 Nonstop》，並宣布播出時間為2021年1月。同年9月25日發布第二張主視覺圖。11月22日發布PV和第三張主視覺圖，並宣布主題曲的消息，仍然由nano.RIPE演唱片頭曲。將在動畫中新登場的角色詩織和篠田茜分別由久野美咲與田中愛美配音。
2021年8月1日，在活動「喵安祭 Nonstop！」 （にゃんぱす祭り のんすとっぷなのん！）上宣布番外篇《悠悠哉哉少女日和 Remember》單行本即將發售，並收錄第三部OAD，劇情順序為動畫第3期第13話。

### 主題曲
第1期
片頭曲
作詞、作曲：，編曲、主唱：nano.RIPE
片尾曲
作詞、作曲：ZAQ，編曲：松田彬人，主唱：宮內蓮華（小岩井小鳥）、一条螢（村川梨衣）、越谷夏海（佐倉綾音）、越谷小鞠（阿澄佳奈）
第2期
片頭曲
作詞、作曲：，編曲：nano.RIPE＆福富雅之，主唱：nano.RIPE
片尾曲
作詞、作曲：ZAQ，編曲：松田彬人，主唱：宮內蓮華（小岩井小鳥）、一条螢（村川梨衣）、越谷夏海（佐倉綾音）、越谷小鞠（阿澄佳奈）
插曲「旭丘分校校歌」（第1話）
作詞：川面真也，作曲：水谷廣實，主唱：宮內蓮華（小岩井小鳥）、越谷夏海（佐倉綾音）、越谷小鞠（阿澄佳奈）
劇場版
片頭曲「藍色塗鴉」（あおのらくがき）
作詞、作曲：；編曲：菊谷知樹；主唱：nano.RIPE
片尾曲「回憶」（おもいで）
作詞、作曲：ZAQ；編曲：松田彬人；主唱：宮內蓮華（小岩井小鳥）、一条螢（村川梨衣）、越谷夏海（佐倉綾音）、越谷小鞠（阿澄佳奈）
第3期
片頭曲
作詞、作曲：；編曲：佐々木淳；主唱：nano.RIPE
片尾曲
作詞、作曲：ZAQ；編曲：松田彬人；主唱：宮內蓮華（小岩井小鳥）、一条螢（村川梨衣）、越谷夏海（佐倉綾音）、越谷小鞠（阿澄佳奈）

### 各話列表
| 話數           | 日文標題         | 中文標題                         | 劇本     | 分鏡                       | 演出                     | 作畫監督                                                                  | 總作畫監督      | 改編                                                |
| 第1期          | 第1期            | 第1期                            | 第1期    | 第1期                      | 第1期                    | 第1期                                                                     | 第1期           | 第1期                                               |
| -------------- | ---------------- | -------------------------------- | -------- | -------------------------- | ------------------------ | ------------------------------------------------------------------------- | --------------- | --------------------------------------------------- |
| 一話           |                  | 轉學生來了                       | 吉田玲子 | 川面真也                   | 川面真也                 | 大塚舞、井本由紀                                                          | -               | 第1冊（第1、2話） 第3冊番外篇                       |
| 二話           |                  | 去雜貨店                         | 吉田玲子 | 錦織博                     | 中野一巳                 | 楠本祐子、河村明夫                                                        | 大塚舞          | 第1冊（第1、3、8話）                                |
| 三話           |                  | 和姐姐離家出走                   | 志茂文彥 | 岩崎良明                   | 淺見松雄                 | 菅野智之                                                                  | 井本由紀        | 第1冊（第5、6話） 第3冊（第25話）                   |
| 四話           |                  | 暑假開始了                       | 吉田玲子 | 川面真也                   | 阿部栞士                 | 手島典子、佐藤綾子                                                        | 大塚舞          | 第1冊（第9話） 第2冊（第17話、番外篇）              |
| 五話           |                  | 裝作忘記帶泳衣                   | 山田由香 | 黑澤雅之                   | 玉村仁                   | 楠本祐子、河村明夫 山吉一幸                                               | 井本由紀        | 第2冊（第11－13話）                                 |
| 六話           |                  | 努力扮成妖怪                     | 吉田玲子 | 澤井幸次                   | 澤井幸次                 | 平田和也、北原章雄 古市佳祐                                               | 大塚舞          | 第2冊（第10、15、16話） 第3冊番外篇                 |
| 七話           |                  | 煎餅變成咖哩了                   | 志茂文彥 | 小柴純彌                   | 小柴純彌                 | 山吉一幸、若山政志 本田辰雄                                               | 井本由紀        | 第1冊（第4、7話） 第3冊（第19話）                   |
| 八話           |                  | 在學校煮飯                       | 山田由香 | 黑澤雅之                   | 堀內直樹                 | 菅原浩喜、飯飼一幸                                                        | 大塚舞          | 第3冊（第20、21話） 第4冊（第31話） 第5冊（第35話） |
| 九話           |                  | 試著舉辦文化祭                   | 志茂文彥 | 黑澤雅之                   | 福多潤                   | 竹森由加、服部憲二 河村明夫、本田辰雄                                     | 井本由紀        | 第3冊（第22、23話） 第6冊（第42話）                 |
| 十話           |                  | 去看新年日出                     | 吉田玲子 | 澤井幸次                   | 澤井幸次                 | 楠本祐子、服部憲二 手島典子、松浦里美 竹森由加                            | 大塚舞          | 第4冊（第29話） 第5冊（第40話）                     |
| 十一話         |                  | 來堆雪屋吧                       | 山田由香 | 黑澤雅之                   | 荻原露光                 | 菅野智之                                                                  | 井本由紀 大塚舞 | 第4冊（第26、27、32話）                             |
| 十二話         |                  | 春天又來臨了                     | 吉田玲子 | 川面真也                   | 福多潤                   | 出野喜則、高原修司 本田辰雄                                               | 井本由紀 大塚舞 | 第5冊（第36、37話）                                 |
| 十三話 （OAD） |                  | 前往沖繩                         | 吉田玲子 | 川面真也                   | 川面真也                 | 本田辰雄、高原修司                                                        | 大塚舞          | 第6冊（第46、47話）                                 |
| 第2期          |                  |                                  |          |                            |                          |                                                                           |                 |                                                     |
| 一話           |                  | 成為一年級生                     | 吉田玲子 | 川面真也                   | 川面真也                 | 井本由紀、古川英樹                                                        | 大塚舞          | 原創                                                |
| 二話           |                  | 去看星星                         | 吉田玲子 | 二瓶勇一                   | 福多潤                   | 本田辰雄、竹森由佳                                                        | 井本由紀        | 第3冊（第24話） 第7冊 第8冊（第56話）               |
| 三話           |                  | 在連休中拿出幹勁                 | 志茂文彥 | 金崎貴臣                   | 平田豐                   | 堤谷典子                                                                  | 古川英樹        | 第3冊（第18話） 第6冊（第41話）                     |
| 四話           |                  | 來做晴天娃娃                     | 吉田玲子 | 川面真也                   | 福多潤                   | 富田康弘、北川和樹 塚本步、吉田和香子                                     | 大塚舞 井本由紀 | 第6冊（第43話） 第8冊（第57話）                     |
| 五話           |                  | 吃大阪燒                         | 志茂文彥 | 黑澤雅之                   | 平田豐                   | 佐佐木睦美                                                                | 古川英樹        | 原創                                                |
| 六話           |                  | 和螢火蟲做好朋友                 | 吉田玲子 | 澤井幸次                   | 澤井幸次                 | 本田辰雄、竹森由加 木下勇喜                                               | 井本由紀        | 第2冊（第14話） 第6冊（第44話） 第7冊（第53話）     |
| 七話           |                  | 鼓起勇氣跳了水                   | 吉田玲子 | 錦織博                     | 福多潤                   | 竹森由加、本田辰雄 吉田和香子、八代紀實子 橋口隼人                        | 古川英樹        | 原創                                                |
| 八話           |                  | 當營養午餐值日生                 | 吉田玲子 | 二瓶勇一                   | 阿部達也                 | 橋本純一、島田英明 橫山沙弓、吉田巧介                                     | 井本由紀        | 第4冊（第33話） 第5冊（第39話） 第7冊（第55話）     |
| 九話           |                  | 大家一起賞月                     | 志茂文彥 | 黑澤雅之                   | 池端隆史                 | 大塚舞、木下勇喜 本田辰雄、八代紀實子                                     | 古川英樹        | 第5冊（第38話） 第7冊（第54話） 第8冊（第59話）     |
| 十話           |                  | 做了充分練習                     | 吉田玲子 | 澤井幸次                   | 澤井幸次                 | 塚本步、保村成 吉田和香子                                                 | 井本由紀        | 第8冊（第61、62話）                                 |
| 十一話         |                  | 變得喜歡撒嬌                     | 山田由香 | 金崎貴臣                   | 高村雄太                 | Cha Myong Jun                                                             | 古川英樹        | 第4冊（第28話） 第7冊（第54話） 第8冊（第58話）     |
| 十二話         |                  | 過了一年                         | 吉田玲子 | 川面真也                   | 福多潤                   | 井本由紀、古川英樹 本田辰雄、橋口隼人 竹森由加                            | 大塚舞          | 原創                                                |
| 十三話 （OAD） |                  | 小螢很開心                       | 吉田玲子 | 川面真也                   | 福多潤                   | 橋口隼人、本田辰雄                                                        | 大塚舞          | 第9册（第64、65话）                                 |
| 劇場版         |                  |                                  |          |                            |                          |                                                                           |                 |                                                     |
|                |                  | 劇場版 悠悠哉哉少女日和 Vacation | 吉田玲子 | 川面真也 澤井幸次 黑澤雅之 | 川面真也 澤井幸次 福多潤 | 井本由紀、古川英樹 小野田將人、片山敬介 藤井文乃、 、大槻南雄             | 大塚舞          | 第6冊（第46、47話） 第7冊（第48－51話） 原創        |
| 第3期          |                  |                                  |          |                            |                          |                                                                           |                 |                                                     |
| 一話           |                  | 吹一曲青蛙的歌                   | 吉田玲子 | 川面真也                   | 新谷研人                 | 井本由紀、原口涉 林信秀                                                   | 大塚舞          |                                                     |
| 二話           |                  | 小螢很像大人？                   | 吉田玲子 | 黑澤雅之                   | 富田祐輔                 | 瀧本祥子                                                                  | 大塚舞          |                                                     |
| 三話           |                  | 從前便是如此                     | 志茂文彦 | 錦織博                     | 新谷研人                 | 竹森由加、芝花和栖 、 林信秀                                              | 古川英樹        |                                                     |
| 四話           |                  | 變成了送番茄的聖誕老人           | 吉田玲子 | 澤井幸次                   | 福多潤                   | 竹森由加、河口千惠 吉田和香子、渡部圭太 吉野麥、山崎輝彦                  | 大塚舞          |                                                     |
| 五話           |                  | 造了一個不得了的東西             | 山田由香 | 二瓶勇一                   | 副島惠文                 | 松本弘、 松下純子、楠田悟                                                 | 古川英樹        |                                                     |
| 六話           |                  | 和大家一起去露營了               | 志茂文彦 | 黑澤雅之                   | 小柴純彌                 | 井本由紀、片山敬介 鈴木FALCO、原口涉 日根野優子                           | 大塚舞          |                                                     |
| 七話           |                  | 緊張刺激的秋天                   | 山田由香 | 相澤伽月                   | 矢吹勉                   | 中尾彩香                                                                  | 古川英樹        |                                                     |
| 八話           |                  | 學姊馬上就要高考了               | 上座梟   | 澤井幸次                   | 新谷研人                 | 竹森由加、 井本由紀、林信秀 石田誠也                                      | 大塚舞          |                                                     |
| 九話           |                  | 煮了一頓美味                     | 上座梟   | 二瓶勇一                   | 稻葉友紀                 | 松本弘、小幡公春 冨樫彩菜、 松下純子、池津壽惠                            | 古川英樹        |                                                     |
| 十話           |                  | 忽冷忽熱的天氣                   | 吉田玲子 | 二瓶勇一                   | 福多潤                   | 井本由紀、石田誠也 鈴木FALCO、竹森由加 原口渉、、松井京介                 | 大塚舞          |                                                     |
| 十一話         |                  | 喝醉後回憶起來了                 | 吉田玲子 | 澤井幸次                   | 小柴純彌                 | 池津壽惠、渡部桂太 石田誠也、若山政志 服部憲知、井本由紀 倉谷亮多、原口涉 | 古川英樹        |                                                     |
| 十二話         |                  | 櫻花又開了                       | 吉田玲子 | 錦織博                     | 新谷研人                 | 井本由紀、竹森由加 渡邊一平太、谷口繁則 片山敬介、林信秀 金元惠、原口涉   | 大塚舞 古川英樹 | 第16冊（第120話）                                   |
| 十三話 （OAD） | 部活をがんばった | 努力参加了社體活動               | 川面真也 | 川面真也                   | 川面真也                 | 歩宇、櫻井拓郎 今田茜、林信秀 金元会、原口渉                              | 大塚舞          | 番外Remember（第1、2話） 原創                       |

### 播放電視台
日本深夜動畫：下文記載的日本国内播放時間使用日本標準時間（UTC+9）表示。因為部分時間标识會採用30小时制，因此請留意这类超过24:00的时间，其實際播放時間為翌日清晨。
| 播放地區   | 播放電視台     | 播放日期                      | 播放時間（UTC+9）            | 所屬聯播網 | 備註                                                 |
| 第1期      | 第1期          | 第1期                         | 第1期                        | 第1期      | 第1期                                                |
| ---------- | -------------- | ----------------------------- | ---------------------------- | ---------- | ---------------------------------------------------- |
| 關東廣域圈 | 東京電視台     | 2013年10月7日－12月23日       | 星期一26時05分－26時35分     | 東京電視網 | 制作委员会成员                                       |
| 日本全國   | AT-X           | 2013年10月8日－12月24日       | 星期二23時30分－24時00分     | 衛星電視   | 制作委员会成员，有重播                               |
| 愛知縣     | 愛知電視台     | 2013年10月8日－12月24日       | 星期二26時35分－27時05分     | 東京電視網 |                                                      |
| 大阪府     | 大阪電視台     | 2013年10月11日－12月27日      | 星期五26時40分－27時10分     | 東京電視網 |                                                      |
| 日本全国   | 万代频道       | 2013年10月13日－12月29日      | 星期六24时00分更新           | 网络电视   |                                                      |
| 日本全国   | niconico生放送 | 2013年10月18日－2014年1月3日  | 星期四24时00分－24时30分     | 网络电视   |                                                      |
| 日本全国   | niconico频道   | 2013年10月18日－2014年1月3日  | 星期四24时30分更新           | 网络电视   | 第1话免费播放，之后为收费播放                        |
| 日本全国   | Docomo动画商城 | 2013年10月25日－2014年1月10日 | 星期五12時00分更新           | 网络电视   |                                                      |
| 第2期      |                |                               |                              |            |                                                      |
| 關東廣域圈 | 東京電視台     | 2015年7月6日－9月21日         | 星期一26時05分－26時35分     | 東京電視網 | 制作委员会成员                                       |
| 愛知縣     | 愛知電視台     | 2015年7月6日－9月21日         | 星期一27時05分－27時35分     | 東京電視網 |                                                      |
| 大阪府     | 大阪電視台     | 2015年7月9日－9月24日         | 星期二26時35分－27時05分     | 東京電視網 |                                                      |
| 日本全國   | AT-X           | 2015年7月9日－9月24日         | 星期二23時00分－23時30分     | 卫星电视   | 制作委员会成员                                       |
| 熊本县     | 熊本电视台     | 2015年7月13日－9月28日        | 星期一25時50分－26時20分     | 富士新聞網 |                                                      |
| 日本全國   | 乐天视频网     | 2015年7月10日－               | 星期四24时00分更新           | 网络电视   | 最新话免费                                           |
| 日本全國   | GYAO!          | 2015年7月17日－10月2日        | 星期四24时00分更新           | 网络电视   | 第1话免费播放，之后为收费播放                        |
| 日本全國   | niconico生放送 | 2015年7月17日－10月2日        | 星期四24时30分－25时00分更新 | 网络电视   |                                                      |
| 日本全國   | niconico频道   | 2015年7月17日－10月2日        | 星期四25时00分更新           | 网络电视   | 第1话免费播放，之后为收费播放                        |
| 日本全國   | 万代频道       | 2015年7月17日－10月2日        | 星期五12时00分更新           | 网络电视   | 第1话免费播放，之后为收费播放                        |
| 日本全國   | Docomo动画商城 | 2015年7月17日－10月2日        | 星期五12时00分更新           | 网络电视   |                                                      |
| 第3期      |                |                               |                              |            |                                                      |
| 關東廣域圈 | 東京電視台     | 2021年1月11日－3月29日        | 星期日25時35分－26時05分     | 東京電視網 | 制作委员会成员                                       |
| 愛知縣     | 愛知電視台     | 2021年1月11日－3月29日        | 星期日25時35分－26時05分     | 東京電視網 |                                                      |
| 日本全國   | BS東視         | 2021年1月12日－3月30日        | 星期一24時30分－25時00分     | 東京電視網 |                                                      |
| 大阪府     | 大阪電視台     | 2021年1月14日－4月1日         | 星期三26時35分－27時05分     | 東京電視網 |                                                      |
| 日本全國   | AT-X           | 2021年1月14日－4月1日         | 星期四24時30分－25時00分     | 卫星电视   | 制作委员会成员                                       |
| 日本全國   | ABEMA          | 2021年1月11日－               | 星期一25時00分－25時30分     | 網絡電視   |                                                      |
| 日本全國   | Docomo动画商城 | 2021年1月15日－               | 星期五01時00分更新           | 網絡電視   |                                                      |
| 日本全國   | niconico生放送 | 2021年1月17日－               | 星期日23時00分－             | 網絡電視   |                                                      |
| 日本全國   | niconico频道   | 2021年1月17日－               | 星期日01時00分更新           | 網絡電視   | 第1话免费播放，之后为收费播放 所有话数限定一周内免费 |

### 藍光／DVD
| 卷數          | 發行日期       | 收錄話數                    | 規格編號                    | 規格編號   |          |       |       |
| 卷數          | 發行日期       | 收錄話數                    | 藍光初回版                  | DVD初回版  |          |       |       |
| 第1期         | 第1期          | 第1期                       | 第1期                       | 第1期      | 第1期    | 第1期 | 第1期 |
| ------------- | -------------- | --------------------------- | --------------------------- | ---------- | -------- | ----- | ----- |
| 1             | 2013年12月25日 | 第1話－第2話                | ZMXZ-9011                   | ZMBZ-9021  |          |       |       |
| 2             | 2014年1月29日  | 第3話－第4話                | ZMXZ-9012                   | ZMBZ-9022  |          |       |       |
| 3             | 2014年2月26日  | 第5話－第6話                | ZMXZ-9013                   | ZMBZ-9023  |          |       |       |
| 4             | 2014年3月26日  | 第7話－第8話                | ZMXZ-9014                   | ZMBZ-9024  |          |       |       |
| 5             | 2014年4月25日  | 第9話－第10話               | ZMXZ-9015                   | ZMBZ-9025  |          |       |       |
| 6             | 2014年5月28日  | 第11話－第12話              | ZMXZ-9016                   | ZMBZ-9026  |          |       |       |
| 第2期         |                |                             |                             |            |          |       |       |
| 1             | 2015年9月18日  | 第1話－第2話                | ZMXZ-10181                  | ZMBZ-10191 |          |       |       |
| 2             | 2015年10月28日 | 第3話－第4話                | ZMXZ-10182                  | ZMBZ-10192 |          |       |       |
| 3             | 2015年11月25日 | 第5話－第6話                | ZMXZ-10183                  | ZMBZ-10193 |          |       |       |
| 4             | 2015年12月25日 | 第7話－第8話                | ZMXZ-10184                  | ZMBZ-10194 |          |       |       |
| 5             | 2016年1月27日  | 第9話－第10話               | ZMXZ-10185                  | ZMBZ-10195 |          |       |       |
| 6             | 2016年2月24日  | 第11話－第12話              | ZMXZ-10186                  | ZMBZ-10196 |          |       |       |
| 第3期         |                |                             |                             |            |          |       |       |
| 1             | 2021年3月24日  | 第1話－第3話                | ZMXZ-14691                  | ZMBZ-14701 |          |       |       |
| 2             | 2021年4月28日  | 第4話－第6話                | ZMXZ-14692                  | ZMBZ-14702 |          |       |       |
| 3             | 2021年5月26日  | 第7話－第9話                | ZMXZ-14693                  | ZMBZ-14703 |          |       |       |
| 4             | 2021年6月30日  | 第10話－第12話              | ZMXZ-14694                  | ZMBZ-14704 |          |       |       |
| BD-BOX        |                |                             |                             |            |          |       |       |
| 發售日        | 發售日         | 收錄話                      | 收錄話                      | 規格編號   | 規格編號 |       |       |
| 2018年8月24日 | 2018年8月24日  | 第1期+第2期+附錄OAD（2話）  | 第1期+第2期+附錄OAD（2話）  | ZMXZ-12362 |          |       |       |
| 2024年3月27日 | 2024年3月27日  | 剧场版+第3期+附錄OAD（1話） | 剧场版+第3期+附錄OAD（1話） | ZMAZ-17181 |          |       |       |

| 發售日        | 收錄內容      | 規格編號   | 規格編號   | 規格編號   |
| 發售日        | 收錄內容      | 藍光       | 藍光       | DVD        |
| 發售日        | 收錄內容      | 限定版     | 一般版     | 一般版     |
| ------------- | ------------- | ---------- | ---------- | ---------- |
| 2019年2月27日 | 本篇+特典影像 | ZMXZ-12881 | ZMXZ-12882 | ZMBZ-12883 |

### CD
| 發售日         | 標題  | 規格編號   | 規格編號   |       |       |
| 發售日         | 標題  | 通常版     | 初回限定版 |       |       |
| 第1期          | 第1期 | 第1期      | 第1期      | 第1期 | 第1期 |
| -------------- | ----- | ---------- | ---------- | ----- | ----- |
| 2013年10月30日 |       | LACM-14146 | LACM-34146 |       |       |
| 2013年11月6日  |       | LACM-14151 | -          |       |       |
| 第2期          |       |            |            |       |       |
| 2015年7月22日  |       | LACM-14373 | LACM-14372 |       |       |
| 2015年9月9日   |       | LACM-14380 | -          |       |       |
| 剧场版         |       |            |            |       |       |
| 2018年8月29日  |       | LACA-15736 | LACA-35736 |       |       |
| 第3期          |       |            |            |       |       |
| 2021年2月24日  |       | LACA-15866 | -          |       |       |

| 發售日       | 標題 | 規格編號   | 收錄曲 |
| ------------ | ---- | ---------- | ------ |
| 2015年9月9日 |      | LACA-15513 | 全9曲  |

| 發售日         | 標題                                                 | 規格編號    | 收錄曲             |
| 第1期          | 第1期                                                | 第1期       | 第1期              |
| -------------- | ---------------------------------------------------- | ----------- | ------------------ |
| 2013年12月25日 | 悠悠哉哉少女日和 Original Soundtrack                 | LACA-9320/1 | 全57曲 DISC1 DISC2 |
| 第2期          |                                                      |             |                    |
| 2015年9月23日  | 悠悠哉哉少女日和 Repeat Original Soundtrack          | LACA-15516  | 全32曲             |
| 剧场版         |                                                      |             |                    |
| 2018年8月25日  | 劇場版 悠悠哉哉少女日和 Vacation Original Soundtrack | LACA-15731  | 全43曲             |
| 第3期          |                                                      |             |                    |
| 2021年3月24日  | 悠悠哉哉少女日和 Nonstop Original Soundtrack         | TGCS-11955  | 全24曲             |

## 網路廣播
網路廣播《悠悠哉哉少女日和網路廣播 悠悠哉哉消息！》（のんのんびよりうぇぶらじお のんのんだより！なのん）於2013年10月1日至2014年2月25日透過音泉和Lantis web radio播出，毎星期二更新，全21回。
2014年7月6日，透過Niconico平台播出的「Internet radio station〈音泉〉10周年紀念24小時現場直播」活動中包含一段標題為《悠悠哉哉少女日和網路廣播 悠悠哉哉消息！動畫！》（のんのんびよりうぇぶらじお のんのんだより！ どうがなのん！）的影片。
第2期廣播節目《悠悠哉哉少女日和網路廣播 悠悠哉哉消息 Repeat！》（のんのんびよりうぇぶらじお のんのんだより りぴーと！なのん）於2015年6月30日至2016年1月26日間播出，配合第2期動畫，播出管道一樣是音泉和Lantis web radio，毎星期二更新，全29回。
2016年3月27日，第2期廣播節目榮獲第2回Aniradi Award的「BEST COMFORT RADIO 治癒系廣播節目獎（新人組）」。
2018年7月14日，為了紀念《劇場版 悠悠哉哉少女日和 Vacation》上映，影片《劇場版 悠悠哉哉少女日和 Vacation 網路廣播「悠悠哉哉消息 Vacation 現場直播！」》（劇場版 のんのんびより ばけーしょん うぇぶらじお「のんのんだより ばけーしょん なまほうそうなのん！」）透過Niconico平台的節目「Internet radio station〈音泉〉27小時Nico現場直播」播出。同年9月18日釋出廣播特別篇《悠悠哉哉少女日和網路廣播 悠悠哉哉消息 Vacation！》（のんのんびよりうぇぶらじお のんのんだより ばけーしょん！なのん）。
第3期廣播節目《悠悠哉哉少女日和網路廣播 悠悠哉哉消息 Nonstop！》（のんのんびよりうぇぶらじお のんのんだより のんすとっぷ！なのん）於2021年1月8日至4月2日播出，配合第3期動畫，播出管道為音泉，毎星期五更新。
主持人
- 村川梨衣（一条螢）
- 佐倉綾音（越谷夏海）
-  ???（越谷卓）

## 迴響

### 漫畫銷量
2013年11月，根據報導，本作的單行本銷量（當時出版至第6冊）因為電視動畫的播出而提高，每一冊都大量再版。截止至2014年12月27日（當時出版至第7冊），本作的單行本發行量已經突破100萬冊。為了紀念此一紀錄，官方舉行了網路角色人氣投票。至2015年5月27日（出版至第8冊），單行本累積發行量已超過120萬冊，12月時突破130萬冊。2018年11月，單行本第13冊的書腰上宣布單行本發行量突破175萬冊。

### 動畫
第1期動畫播出初期在日本地區獲得相當高的人氣，在網站Kakaku.com舉辦的2013年秋番滿意度調查中排名第一，並在網站的2013年秋番票選中得到男性組第3名。作品中獨特的問候語「喵安（常用音译为「喵帕斯」）」也開始流行起來，榮獲2013年12月2日公布的網路流行語大賞的金獎（第1名），也被印在許多周邊商品上。另一方面，有報導指出，許多觀眾看過動畫的反應許多為對鄉村生活的嚮往，抑或是「朝聖」的渴望，有民眾甚至致電地方公所詢問那裡是不是《悠悠哉哉少女日和》裡面的場景。
歐美的部分評論家也給予動畫好評。在播放初期，動畫新聞網的評論家們發表了意見。卡爾·金林格（Carl Kimlinger）打出了3.5分（滿分5分）的中上評價，稱讚本作的動畫「純真、舒緩，最重要的是真的很有趣」，勝過其他同類作品一籌。金林格指出，本作的悠哉節奏和步調緩慢的設定極為相襯，而故作正經的幽默感也相當不錯，令人忍俊不禁，而且不會妨礙到偶爾的抒情橋段。雖然被歸類為喜劇，金林格稱，本作對鄉村之美有著深刻且緩慢的欣賞，女孩們的友情亦拿捏得宜。蕾貝卡·西爾弗曼（Rebecca Silverman）給予本作2.5分（滿分5分），稱讚主角們沒有馬上陷入角色窠臼，有種平易近人的魅力。西爾弗曼表示，各個片段的品質有落差，但女孩們對生活的簡單享受很平靜且吸引人，不過蓮華這個角色不怎麼討她喜歡。她也指出，動畫中的背景為氣氛增色不少，但有喧賓奪主之嫌，角色作畫也出現失誤。塞隆·馬丁（Theron Martin）給予2分（滿分5分）的中下評價，認為本作的動畫「可愛且純真」，內容上確實有一些有趣的小細節，但唯一的特色僅止於積極地忽略越谷哥哥的存在而已，光憑水準一般的動畫品質和悅耳的配樂沒辦法脫穎而出。馬丁稱本作的成敗完全取決於觀眾能否迅速地被女孩們低調的行為給吸引。
THEM動畫評論網的卡洛斯·羅斯（Carlos Ross）與提姆·瓊斯（Tim Jones）在看完第1期後給出滿分5顆星的好評。羅斯認為其人物活潑、情境貼近現實、背景描繪豐富，少有作品能與之比美，成功把日本鄉村的面貌和感覺呈現出來這點也值得激賞。瓊斯則表示，本作不管對哪個年齡層都充滿吸引力，配樂也相當優秀。Kotaku的理察·艾森拜斯（Richard Eisenbeis）稱讚本作對日本鄉村的描寫以及獨特設定，但認為本作的成敗就如同其他空氣系作品，取決於觀眾對笑料和角色的喜愛程度，對他而言，動畫的內容除了蓮華的戲份外都很無聊。
對於第2期動畫，動畫新聞網的保羅·詹森（Paul Jensen）給予大致上的好評價，主要稱讚該期的背景作畫品質延續了上一季的高水準，以及讓人懷舊的情懷，雖然有的集數相對差強人意，但都不算糟糕。詹森給予第4集最高的「A+」評價，認為當中的皮皮蝦情節沒有故意造作或煽情、卻能帶給觀眾各式各樣的情緒，最後以一句「夫復何求」作為評論的結尾。劇場版上映後，動畫新聞網的金·莫里西（Kim Morrissy）給予其「C」的差評，指出《悠悠哉哉少女日和》的調性並不適合拍成一部70分鐘的電影，魅力和氣氛都會大打折扣，並批評片中的感情戲和配樂不夠好。不過他也稱讚劇場版的畫面和作畫水準一如往常的好，而且笑料十足，單純以喜劇的角度來說仍值得一看。

## 備註
1. ↑  動畫中修改成2個小時。
2. ↑  官方網站標記卓的聲優為「？？？」，實際上這個角色根本沒有台詞。
3. ↑  2014年收錄在作者的前一部作品《小惡魔蛋白甜餅》的新裝版中[56]。
4. ↑  在《月刊Comic Alive》2009年5月號上刊載時的標題為「橘家的星期日」[57]。
5. ↑  後來收錄在本作的單行本第1冊中。
6. ↑  其中一篇收錄在《悠悠哉哉少女日和》的單行本第2冊當中。
7. ↑  效果線的一種[68][69]。
8. ↑  成員：KADOKAWA、東京電視台、AT-X、Lantis、Sony Music Solutions（日语：ソニー・ミュージックコミュニケーションズ）、愛可信、SILVER LINK.、grooove
9. ↑  成員：KADOKAWA、東京電視台、AT-X、Lantis、Sony Music Solutions、SILVER LINK.、grooove
10. ↑  成員：KADOKAWA、東京電視台、AT-X、万代南梦宫艺术、Sony Music Solutions、SILVER LINK.、grooove
11. ↑  由 Bit promotion 与 grooove 于2020年7月1日合并而来
12. ↑  成員：KADOKAWA、東京電視台、SILVER LINK.、AT-X、万代南梦宫艺术、Sony Music Solutions、Bit grooove promotion[備註 11]
13. ↑  仅随附第3期蓝光光碟第一卷发售[188]，未独立发行

## 外部連結
- 《悠悠哉哉少女日和》（原作官方網站） （页面存档备份，存于） （日語）
- 電視動畫《悠悠哉哉少女日和》官方網站 （页面存档备份，存于） （日語）
- 東京電視台《悠悠哉哉少女日和》官方網站 （页面存档备份，存于） （日語）
- 劇場版《悠悠哉哉少女日和 Vacation》官方網站 （页面存档备份，存于） （日語）
- 《悠悠哉哉少女日和》公式PR Twitter的X（前Twitter） （日語）